# Epembe

Wahlkreiskarte von Epembe

Epembe ist eine Ansiedlung und Verwaltungssitz im gleichnamigen Wahlkreis in der Region Ohangwena im Nordosten Namibias. Der Kreis grenzt im Norden an Angola, im Osten an den Wahlkreis Okongo.
Das Dorf Epembe liegt 1079 Meter über dem Meeresspiegel rund 70 Kilometer südlich von Eenhana.
Koordinaten: 17° 46′ S, 16° 12′ O